# Mammillaria rekoi
Mammillaria rekoi är en kaktusväxtart som först beskrevs av Nathaniel Lord Britton och Joseph Nelson Rose, och fick sitt nu gällande namn av Vaupel. Mammillaria rekoi ingår i släktet Mammillaria och familjen kaktusväxter.

## Underarter
Arten delas in i följande underarter:
- M. r. aureispina
- M. r. leptacantha
- M. r. rekoi

## Bildgalleri

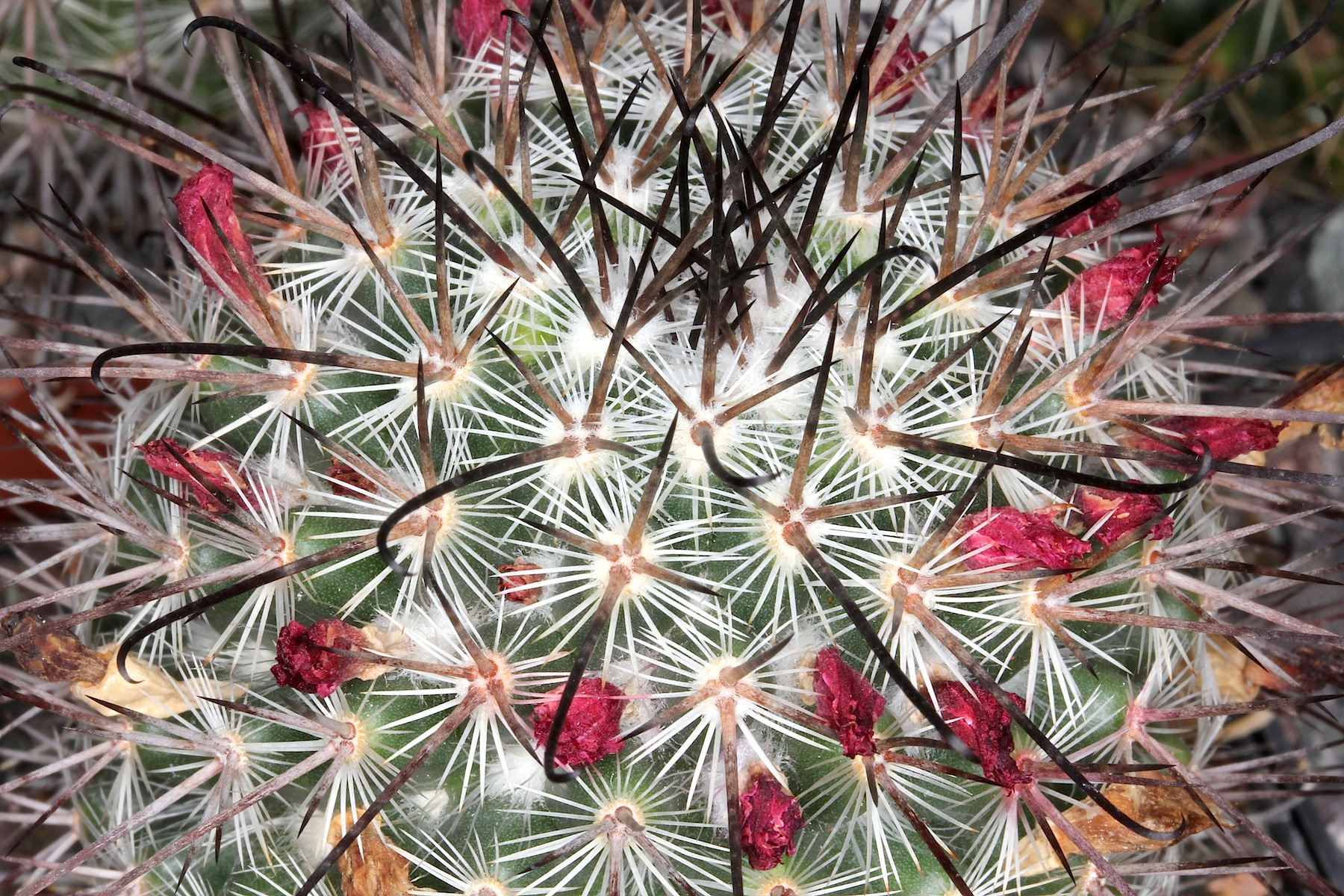